# 吴文俊
吴文俊（1919年5月12日—2017年5月7日），男，汉族，浙江嘉兴人，出生于上海，中國著名数学家。
吴文俊的研究工作涉及到数学的诸多领域，其主要成就表现在拓扑学和数学机械化两个领域，他为拓扑学做了奠基性的工作。他的示性类和示嵌类研究被国际数学界称为“吴公式”、“吴示性类”、“吴示嵌类”。其创立的吴消元法至今仍被国际同行广泛引用。

## 生平
1940年毕业于交通大学，随后在一所中学任教。1945年在浙江之江大学任教。1946年，陈省身将他招入中央研究院数学所，指导他进行拓扑学研究。1947年赴法求学，1949年获得法国斯特拉斯堡大学博士学位。1951年返回中国大陆，被聘为北京大学数学系教授。1952年，任中国科学院数学所研究员。1980年，调往中国科学院系统科学研究所。1998年，转入新成立的中国科学院数学与系统科学研究院。
从1946年到1951年，主要从事施蒂费尔-惠特尼示性类的研究工作。从1953年到1957年，主要从事庞特里亚金示性类的研究工作。其后，转向示嵌类的研究。1971年文革期间，吴文俊被下放到北京海淀区学院路附近的北京无线电一厂強迫劳动，巧合下碰上70年代后期计算机技术大发展的背景，他深深著迷於此，吴文俊因而继承和发展了中國古代数学的传统的算法化思想，转而研究几何定理的机器证明，彻底改变了这个领域的面貌，是国际自动推理界先驱性的工作，被称为吴特征列方法，产生了巨大影响。吴文俊的研究取得了一系列国际领先成果并已应用于国际上当前流行的符号计算软件方面。
1985年至1987年任中国数学会理事长。1992年至1994年任中国科学院数理学部主任。1979年至1998年任全国政协委员、常委。1993年开始任中国科学院系统所名誉所长。2002年当选国际数学家大会主席。
2017年5月7日，因病医治无效，在北京去世，享年98岁。2019年9月16日被追授“人民科学家”国家荣誉称号。

## 奖项和荣誉
曾获得多项国内外奖：1956年获首届国家自然科学一等奖；1957年增选为中国科学院学部委员(院士)；1990年荣获第三世界科学院数学奖；1993年获陈嘉庚科学奖数理科学奖；1994年获首届香港求是杰出科学家奖；1997年获自动推理领域最高奖埃尔布朗奖；2000年获中华人民共和国国家最高科学技术奖；2006年获邵逸夫獎数学科学奖。
编号第7683号小行星被永久命名为“吴文俊星”。

## 吳公式
吳公式是：
{\displaystyle Sq^{i}(w_{j})=\sum _{t=0}^{i}{j+t-i-1 \choose t}w_{i-t}w_{j+t}.}
Sq是Steenrod代数的Stiefel–Whitney类。也参见陈类。

## 著作
- 吴文俊 《数学机械化》  中国科学出版社  2003
- 《吴文俊文集》 山东教育出版社 1986
- 吴文俊 《力学在几何中的一些应用》 科学出版社 2002
- 吴文俊主编 《中国数学史大系》 1-10卷 北京师范大学出版社
- Wen-Tsun, Wu:Rational Homotopy Type: A Constructive Study Via the Theory of the I*-Measure ISBN 0-387-13611-8
- Wen-tsun, Wu & Min-de, Cheng,  CHINESE MATHEMATICS INTO THE 21ST CENTURY
- Wen-tsun, Wu,  A THEORY OF IMBEDDING IMMERSION AND ISOTOPY OF POLYTOPES IN A EUCLIDEAN SPACE
- Wen-tsun, Wu,Mechanical Theorem Proving in Geometries. ISBN 3211825061
- Wen-Tsun, Wu; Georges Reeb:Sur Les Espaces Fibres Et Les Varietes Feuilletees
- SELECT WORKS OF WEN-TSUN WU ISBN 9789812791078
- Wen-tsun, Wu: Mathematics Mechanization: Mechanical Geometry Theorem-Proving, Mechanical Geometry Problem-Solving and Polynomial Equations-Solving  ISBN 0-7923-5835-X
- Wen-Tsun, Wu, and Hu Guo-Ding, eds, Computer Mathematics ISBN 9810215282